# Сэм, Гектор
Гектор Маклауд Сэм (англ. Hector McLeod Sam; род. 25 февраля 1978, Маунт-Хоуп) — тринидадский футболист, нападающий.

## Карьера
Воспитанник тринидадского клуба «Суперстар Рейнджерс». На взрослом уровне дебютировал в одной из сильнейших команд страны — «Сан-Хуан Джаблоти». В 22 года Сэм перебрался в английское первенство. Восемь лет он выступал за ряд коллективов низших лиг. Наиболее продолжительное время тринидадец находился в «Рексеме», где он играл вместе со своим соотечественником Деннисом Лоуренсом и Карлосом Эдвардсом. Вместе они завоевывали Трофей Футбольной лиги.
В 2008 году нападающий вернулся на родину и в течение нескольких лет он играл в составе ведущих клубов Тринидада и Тобаго.

## Сборная
За сборную Тринидада и Тобаго Гектор Сэм дебютировал в 1999 году. Всего он провел за нее 20 матчей, в которых забил два гола. В 2006 году форвард был в числе претендентов на попадание в заявку национальной команды на поездку на Чемпионат мира в Германии, однако в окончательном списке его не оказалось.

## Достижения
- Обладатель Кубка Тринидада и Тобаго (2): 1998, 2011.
- Обладатель Трофея Футбольной лиги: 2005.